# Albert D. Schmutz
Albert Daniel Schmutz (Halstead, 11 oktober 1887 – 12 februari 1975) was een Amerikaans componist, organist en pianist.

## Levensloop
Schmutz was na zijn muziekstudie 30 jaar professor voor compositie, koraalmuziek, piano en orgel aan de afdeling muziek van de Emporia Staatsuniversiteit in Emporia (Kansas). Aansluitend was hij nog professor aan het Kansas State Teachers College. Tijdens zijn werkzaamheden aan de Emporia Staatsuniversiteit was hij ook als docent betrokken aan het National Music Camp te Interlochen (Michigan). Verder was hij voor een jaar bestuurslid van de muziekafdeling van het Tabor College in Hillsboro (Kansas). 
Eveneens hoofd van de muziekafdeling was hij voor zes jaar aan het Bethel College in Newton (Kansas).
Als componist schreef hij werken voor verschillende genres. Zijn werken werden uitgevoerd in de hele Verenigde Staten. Hij werd opgenomen in de Beach Hall of Distinction van de Emporia Staatsuniversiteit op 30 april 1995.

## Composities

### Werken voor harmonieorkest
- Ballad Symphonique
- Sonata, voor altsaxofoon en harmonieorkest

### Werken voor koren
- 1939 The last invocation, voor gemengd koor - tekst: Walt Whitman
- Silver Ships, voor vrouwenkoor - tekst: Alberta Sherwin
- Stopping by woods on a snowy evening, voor gemengd koor - tekst: Robert Frost

### Vocale muziek
- 1968 Bread of the World, communie-anthem voor sopraan, alt, tenor, bas en orgel

### Kamermuziek
- 1937 Fantasy Sketch, voor kopersextet (2 trompetten, hoorn, trombone, bariton, tuba)
- 1938 Rondo in F, voor koperkwintet
- 1939 Preludial Fantasia on "Lo! How a Rose e'er Bloomin" van Michael Praetorius, voor 2 klarinetten, altklarinet en basklarinet
- 1939 Praeludium, voor altklarinet en piano
- 1949 Scherzoso, voor klarinet-kwartet
- 1951 Trio, voor dwarsfluit, hobo en klarinet
- 1967 Poem rhapsodies, voor klarinet en piano
- Air and Scherzo, voor koperkwartet
- Chorale Prelude on: "From Heaven above to Earth I come", voor koperkwartet
- Divertimento, voor altsaxofoon solo
- Introduction, Recitative and Chorale, voor saxofoon-kwartet
- Nocturne op. 37 Nr. 1 van Frédéric Chopin, voor klarinet en piano
- Prelude and Gavotte, voor koperkwintet
- Sonata, voor altsaxofoon en piano
- Sonatine, voor trompet en piano
- Sonatine, voor eufonium en piano

### Werken voor orgel
- Chorale Prelude on "It Came Upon the Midnight Clear"